# Norse Atlantic Airways
Norse Atlantic Airways es una aerolínea de bajo costo y de largo alcance Noruega, cuyas oficinas centrales se encuentran en Arendal, Noruega. Fue fundada en febrero de 2021 y su proyecto es el de conectar Europa y Norteamérica con una flota de Boeing 787 Dreamliner.

## Historia
Norse Atlantic Airways, más conocida como Norse, fue fundada en febrero de 2021 por Bjørn Tore Larsen como socio mayoritario y por Bjorn Kise y Bjørn Kjos como socios minoritarios. La aerolínea fue anunciada en marzo de 2021 junto con sus planes de iniciar la venta de tickets aéreos en el otoño boreal del año 2021 y de sus operaciones para diciembre del mismo año. Dicho proyecto también planificaba una flota inicial de doce Boeing 787 Dreamliner previamente operados por Norwegian Air Shuttle y sus subsidiarias, estableciendo acuerdos societarios con otras aerolíneas noruegas como la mencionada Norwegian Air Shuttle y Flyr, así como también lanzando la compañía a operar en la bolsa. Para el lanzamiento de la compañía sus accionistas colocaron una suma inicial de 150 millones de dólares estadounidenses el día 26 de marzo de 2021. El 29 de marzo de 2021 AerCap anunció que junto con Norse Atlantic habían llegado a un acuerdo de arrendamiento de nueve Boeing 787, tres de los cuales 787-8 y los seis restantes 787-9.
Tras su debut en la bolsa de valores de Oslo, el día 12 de abril de 2021, la empresa recaudó 165 millones de dólares estadounidenses.
Durante agosto de 2021 la empresa anunció que obtuvo derechos de arrendamiento de otros seis Boeing 787-9 de BOC Aviation, aumentando su flota planificada de doce a quince aeronaves, con entregas a partir de 2021 y 2022. El 10 de agosto de 2021 la empresa reveló su imagen corporativa así como también el livery de sus aviones Semanas más tarde, la empresa decidió postergar el inicio de sus operaciones, de diciembre de 2021 al verano boreal de 2022 producto de las restricciones causadas por la pandemia de Covid-19.
El 20 de diciembre de 2021 el primer Boeing 787-9 fue transportado a Oslo para ponerlo a disposición de la compañía y el día 29 del mismo mes la Autoridad de Aviación Civil de Noruega le expidió su certificado de operador aéreo; Lo mismo hizo el Departamento de Transporte de los Estados Unidos el día 14 de enero de 2022 para operar servicios regulares entre Estados Unidos y Europa.
Finalmente, el 29 de abril de 2022 se anunció por medio de las redes sociales de la compañía el lanzamiento oficial de las ventas de pasajes con precios competitivos para el mercado y accesibles para todo público.

## Asuntos Corporativos
Norse tiene su sede en Arendal, Noruega. En su conformación la corporación era propiedad en un 63% de su socio mayoritario Bjørn Tore Larsen   , un 15% propiedad de Bjørn Kjoss y un 12% de Bjørn Kise. Tras el éxito en el mercado financiero, Bjørn Tore Larsen siguió siendo el accionista mayoritario con una participación del 12,3% seguido por otros inversores como DNB SMB (6,7 %), Delphi Nordic (6,6 %) y Skagen Vekst (5,8 %). %) para octubre de 2021.

## Destinos
En marzo de 2021, 2022, 2023, 2024, 2025 y 2026 la compañía anunció a Aberdeen, Atlanta,Amsterdam, Atenas, Antigua, Barbados, Barcelona, Bangkok, Bogota, Bridgetown, Cancun, Cape Town, Charlotte, Chicago, Dallas fort Worth, Detroit, Edinburgh, Jersey, Inverness,  Houston, Honolulu, Kansas City,  Oslo, Lisboa, Londres, París, Berlín, Boston, Fort Lauderdale, Kingston, Ginebra, Las Vegas, Los Ángeles, Manchester, Medellin, Miami, Milan, New Orleans, Norfolk, Nice, San Diego, San Jose, San Francisco, Sonoma, Orlando, Reno, Roma, Portland, Pensacola, Philadelphia, Montego Bay, Nueva York, Seattle, Stockholm y Washington D.C  como sus posibles destinos iniciales, y expresó interés en destinos asiáticos en un futuro. A fecha de agosto de 2021 la aerolínea aun no había confirmado operaciones en ningún aeropuerto, sin embargo más tarde trascendió que firmó acuerdos de operación con el Aeropuerto de Londres-Gatwick
En septiembre de 2021 la compañía solicitó permisos al Departamento de Transporte de los Estados Unidos para operar rutas entre Oslo y los aeropuertos de Miami, Nueva York y Los Ángeles.

## Flota
La flota de Norse Atlantic Airways contará con las siguientes aeronaves, con una edad media de 4.4 años (abril de 2023):
| Avión        | Operativos | Solicitados | Cant. de Asientos | Cant. de Asientos | Cant. de Asientos | Notes                                             |
| Avión        | Operativos | Solicitados | C                 | Y                 | Total             | Notes                                             |
| ------------ | ---------- | ----------- | ----------------- | ----------------- | ----------------- | ------------------------------------------------- |
| Boeing 787-8 | —          | 3           | 32                | 259               | 291               | Entregas desde diciembre de 2021 a abril de 2022. |
| Boeing 787-9 | 9          | 3           | 56                | 282               | 338               | Entregas desde diciembre de 2021 a abril de 2022. |
| Boeing 787-9 | 9          | 3           | 35                | 309               | 344               | Entregas desde diciembre de 2021 a abril de 2022. |
| Total        | 9          | 6           |                   |                   |                   |                                                   |